# 斯泰布良基
50°36′2″N 34°46′25″E / 50.60056°N 34.77361°E
斯泰布良基（烏克蘭語：Стеблянки）是位於烏克蘭東北部的村莊，由蘇梅州蘇梅區的萊貝丁市鎮負責管轄。該村距離潘琴基和哈爾琴基1公里，海拔高度200米，2001年人口80。